# Cerignola
Cerignola község (comune) Olaszország Puglia régiójában, Foggia megyében.

## Fekvése
A Tavoliere delle Puglie délkeleti részén fekszik, Foggiától délkeletre.

## Története
A város az ókorban Furfaneként volt ismert és a Via Traiana egyik fontos állomása volt Canusium és Herdoniae között. A rómaiak idejéből származó várost az 1731-es földrengés pusztította el, de később újjáépítették és a vidék egyik legjelentősebb mezőgazdasági települése lett. A város történelmének egyik jelentős eseménye az 1503-as csata, amelyben a spanyolok legyőzték a franciákat, ezzel biztosítva az Aragóniai-ház uralkodását a Nápolyi Királyságban. A város szülöttje New York egykori főpolgármesterének, Fiorello LaGuardiának az édesapja.

## Népessége
A lakosság számának alakulása:

## Főbb látnivalói
- katedrális
- az Assisi Szent Ferenc tiszteletére emelt 11. századi templom
- a város egykori erődítményének egyik bástyája, a Torre Alemanna
- a Palazzo Cirillo-Farrusi

## Testvérvárosok
- Vizzini, Olaszország (1997)
- Montilla, Spanyolország (2003)
- Nemours, Franciaország (2003)
- Canosa di Puglia, Olaszország (2012)